# Ga Sinmokdong
Ga Sinmokdong (Tiếng Hàn: 신목동역, Hanja: 新木洞驛) là ga tàu điện ngầm trên Tàu điện ngầm Seoul tuyến 9, nằm ở Mok 5-dong, Yangcheon-gu, Seoul.

## Lịch sử
- 18 tháng 9 năm 2008: Tên ga được quyết định là Ga Sinmokdong [1]
- 24 tháng 7 năm 2009: Bắt đầu hoạt động với việc khai trương đoạn Gaehwa ~ Sinnonhyeon của Tàu điện ngầm Seoul tuyến 9

## Bố trí ga
| Yeomchang ↑ |
| \| W/B      |
| ↓ Seonyudo  |

| Hướng Tây  | ● Tuyến 9 | Địa phương | ← Hướng đi Yeomchang · Gayang · Sân bay Quốc tế Gimpo · Gaehwa                        |
| Hướng Đông | ● Tuyến 9 | Địa phương | → Hướng đi Dangsan · Noryangjin · Sinnonhyeon · Bệnh viện cựu chiến binh Trung ương → |

## Xung quanh nhà ga
| Lối ra \| 나가는 곳 \| Exit \| 出口 | Lối ra \| 나가는 곳 \| Exit \| 出口 |
| ----------------------------------- | --- |
| 1                                   | Công viên khu phố Yongwangsan |
| 2                                   | Bệnh viện Mokdong Đại học Nữ sinh Ewha Cục Quản lý An toàn Thực phẩm và Dược phẩm Khu vực Seoul Trung tâm An toàn Mokdong 119 Trường tiểu học Seoul Mokwon Tập đoàn năng lượng Seoul Trường trung học cơ sở Wolchon · Trường trung học Hangaram |
| 3                                   | Anyangcheon |